# Cyril Horváth
Cyril Horváth (24. září 1864 Turčiansky Svätý Martin – 2. srpna 1931 Bratislava) byl slovenský právník a národovec.
Pocházel z rodiny evangelického faráře.
Působil jako advokát a posléze jako notář v Senici. Podílel se na slovenských národních snahách, byl signatářem Deklarace slovenského národa. Byl rovněž činovníkem národní demokracie.
Byl pohřben na evangelickém hřbitově v Bratislavě.
Měl čtyři děti, nejmladší z nich byl spisovatel a právník Ivan Horváth.